# Werner Wölbern

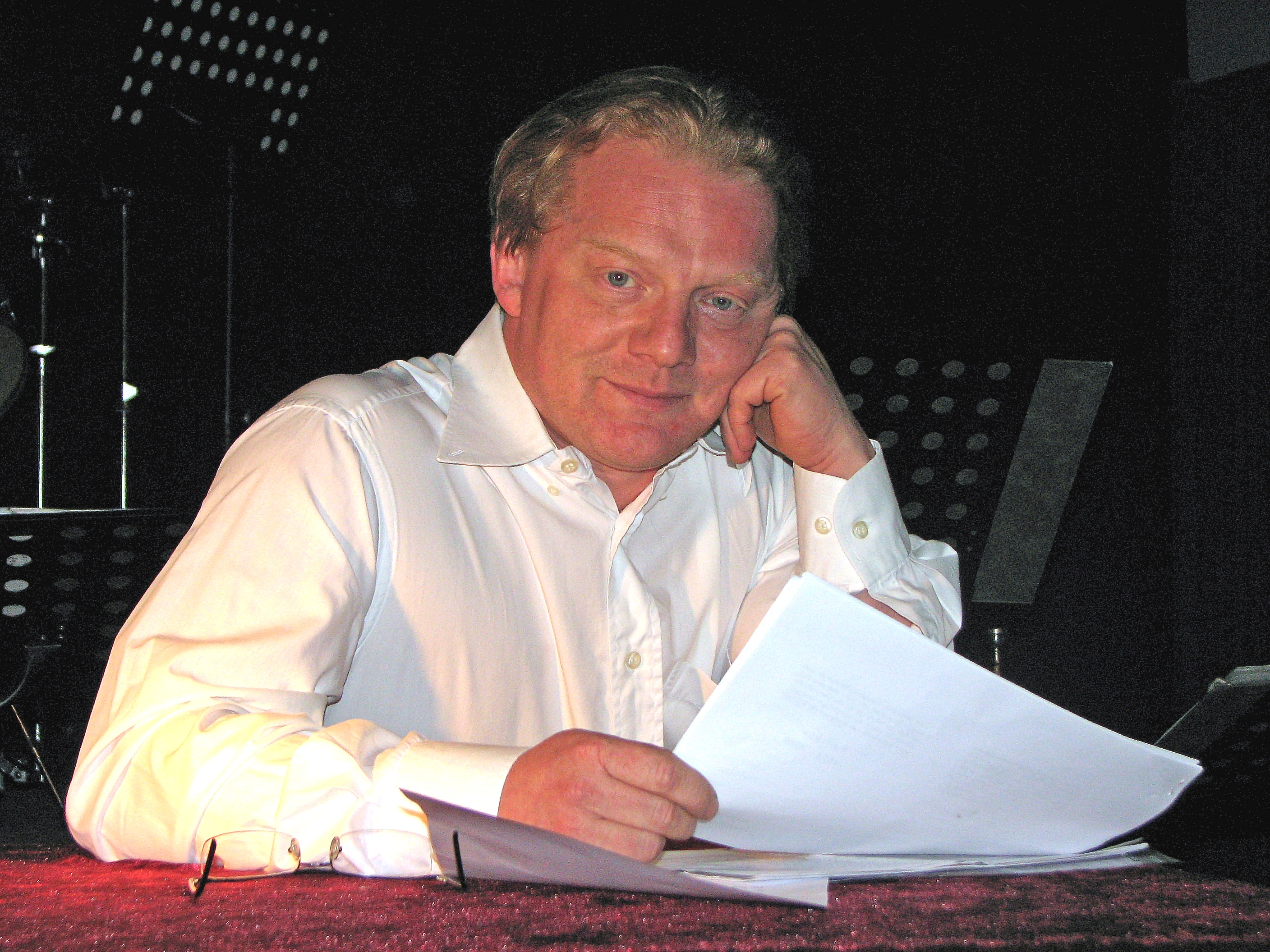
Werner Wölbern bei einer Lesung in seiner ehemaligen Schule, dem St.-Viti-Gymnasium Zeven

Werner Wölbern (* 9. November 1961 in Zeven) ist ein deutscher Theater- und Filmschauspieler.

## Leben und Wirken

### Herkunft und Ausbildung
Werner Wölbern wuchs mit zwei Brüdern, darunter der heutige SPD-Politiker Bernd Wölbern, im niedersächsischen Wohnste auf. Als Kind spielte er dort Theater und wurde dann Mitglied der Theater-AG des St.-Viti-Gymnasiums Zeven, die von seinem Deutschlehrer Jürgen Behn geleitet wurde. Wölbern spielte hier in verschiedenen Schülerstücken, u. a. in einer Nebenrolle als Shunderson in Curt Goetz’ Dr. med Hiob Prätorius und später als Romulus in Dürrenmatts Komödie Romulus der Große. Seine Schauspielausbildung absolvierte er von 1984 bis 1988 an der Essener Folkwang-Hochschule.

### Berufliche Laufbahn
Es folgten Engagements an Theatern in Heilbronn, Esslingen, Köln und Düsseldorf, bevor er 1995 an das Thalia Theater in Hamburg wechselte, wo er u. a. unter der Regie von Jürgen Flimm, Sven-Eric Bechtolf und Martin Kušej große Rollen spielte. Von 1999 bis 2004 war er festes Ensemble-Mitglied des Wiener Burgtheaters und setzte dort v. a. seine künstlerische Zusammenarbeit mit Martin Kušej fort, weitere Regisseure waren Luc Bondy und Andrea Breth, mit der er nachfolgend auch bei den Salzburger Festspielen zusammen arbeitete. 2005 kehrte er nach Hamburg zurück und war wieder Ensemble-Mitglied am Thalia Theater, arbeitete hier u. a. mit Stephan Kimmig und David Bösch. Seit 2008 ist Wölbern freischaffend tätig, unter anderem am Deutschen Schauspielhaus in Hamburg, am Deutschen Theater Berlin, am Schauspielhaus Bochum, in München am Residenztheater als „Faust“ in der Inszenierung von Kušej sowie zuletzt (2021/22) am Staatstheater Hannover als Dorfrichter Adam in Kleists Der zerbrochne Krug, inszeniert von Lisa Nielebock.
2006 inszenierte er Katzelmacher von Rainer Werner Fassbinder. Die Inszenierung des Essener Grillo-Theaters wurde beim Schauspielschultreffen 2006 mit dem Ensemblepreis ausgezeichnet. Weitere Inszenierungen: Seid nett zu Mr. Sloane, Staatsschauspiel Stuttgart, 2007, Shrink (Thomas Huber), UA, 2008, Altonaer Theater.
In Film und Fernsehen wirkte er unter anderem in dem Filmdrama Herz (Regie: Horst Szerba) mit, sowie in Episodenrollen u. a. in den Fernsehreihen Tatort, Polizeiruf 110, Wilsberg, Das Duo, Ein Fall für zwei, Marie Brand und Schimanski. Seit Herbst 2009 spielte er den Staatsanwalt Wärmelskirchen in der TV-Serie Der Dicke mit Dieter Pfaff – später: Die Kanzlei. Seit 2018 spielt er die wiederkehrende Nebenrolle des Staatsanwalts Bachmann im Frankfurter Tatort (Janneke und Brix). Zuletzt war er in der Netflix-Serie Dark sowie in Babylon Berlin (Sky und ARD) als „Gustav Stresemann“ zu sehen.
Wölbern wirkte in der Vergangenheit auch an Hörbüchern und Hörspielen mit, unter anderem 2012 als Erzähler im Hörspiel Ulysses nach James Joyce, dem mit einer Laufzeit von mehr als 22 Stunden bis dahin längsten Hörspiel des Südwestrundfunks und einer der aufwändigsten Hörspielproduktionen der ARD.
Seit dem Wintersemester 2007/2008 ist Werner Wölbern Professor für „Rollen-/Szenenstudium“ an der Hochschule für Musik und Darstellende Kunst Frankfurt am Main.

### Persönliches
Wölbern hat zwei Söhne und ist mit der Theater-Schauspielerin Anne Schieber verheiratet. Er lebt mit seiner Familie in Hamburg.

## Auszeichnungen
- 2009: Auszeichnung 3sat-Preis (gemeinsam mit Birgit Minichmayr und Nicholas Ofczarek)[7]
- 2000 und 2002: Nominierung Nestroy-Theaterpreis[8]

## Werk

### Filmografie (Auswahl)
- 1998: Der Campus
- 2001: Klassentreffen – Mordfall unter Freunden
- 2001: Bargeld lacht
- 2001: Herz
- 2002: Großstadtrevier (Fernsehserie, Folge Die Jagd nach dem Glück)
- 2003: Der Aufstand
- 2003: Alpenglühen
- 2005: Tatort: Schürfwunden (Fernsehreihe)
- 2005: Schimanski: Sünde (Fernsehreihe)
- 2006: Tatort: Schwarzes Herz
- 2005: Heirate meine Frau
- 2006: Mörderische Erpressung
- 2007: Die Todesautomatik
- 2007: Doppelter Einsatz (Fernsehserie, Folge Belinda No. 5)
- 2007: Notruf Hafenkante (Fernsehserie, Folge Bittere Wahrheiten)
- 2008: Polizeiruf 110: Wolfsmilch (Fernsehreihe)
- 2008: Das Feuerschiff
- 2009: Die Pfefferkörner (Fernsehserie, Folge Bildertausch)
- 2009: Der verlorene Sohn
- seit 2009: Der Dicke / Die Kanzlei (Fernsehserie, 20 Folgen)
- 2010: Das Duo: Mordbier (Fernsehreihe)
- 2011: Lena Fauch und die Tochter des Amokläufers (Fernsehreihe)
- 2011: Mörderisches Wespennest
- 2011: SOKO Wismar (Fernsehserie, Folge Tödlicher Flirt)
- 2012: Mord mit Aussicht (Fernsehserie, Folge Der Antrag)
- 2013: Tatort: Er wird töten
- 2013: Wilsberg: Gegen den Strom (Fernsehreihe)
- 2014: Im Labyrinth des Schweigens
- 2014: In der Falle
- 2015: Tatort: Verbrannt
- 2015: Tatort: Kollaps
- 2016: Der Tatortreiniger (Fernsehserie, Folge Freunde)
- 2016: Tatort: Der hundertste Affe
- 2016: Familie! (Fernsehzweiteiler)
- 2017: Tatort: Nachbarn
- 2017: Eine gute Mutter (Fernsehfilm)
- 2018: Marie Brand und der schwarze Tag (Fernsehreihe)
- 2018: Ein Fall für Zwei (Fernsehserie, Folge Der geteilte Apfel)
- 2018–2023:  Tatort → siehe Tatort (Frankfurt): Janneke und Brix (Fernsehreihe)
  - 2018: Der Turm
  - 2019: Falscher Hase
  - 2019: Die Guten und die Bösen
  - 2020: Funkstille
  - 2021: Wer zögert, ist tot
  - 2023: Erbarmen. Zu spät.
- 2018: Der Tatortreiniger (Fernsehserie, Folge Rebellen)
- 2017–2019: Babylon Berlin (Fernsehserie, 5 Folgen)
- 2020: Das Gesetz sind wir (Fernsehfilm)
- 2021: Das Weiße Haus am Rhein (Fernsehzweiteiler)
- 2022: Tatort: Saras Geständnis
- 2022: Nazijäger – Reise in die Finsternis (TV-Dokudrama)
- 2023: Wilsberg: Folge mir
- 2025: Eine mit Herz – Familiengeheimnisse

### Bühnenrollen (Auswahl)
- 1988: Die Glasmenagerie von Tennessee Williams als Tom (Theater Heilbronn)
- 1989: Der Selbstmörder von Nicolai Erdman als Semjon (Württembergische Landesbühne Esslingen)
- 1991: Die Räuber von Friedrich Schiller als Franz Moor (Schauspielhaus, Bühnen der Stadt Köln)
- 1993: Der Kindermörder von Oliver Reese als Jürgen Bartsch (Düsseldorfer Schauspielhaus)
- 1997: Ein Sommernachtstraum von William Shakespeare als Puck (Thalia Theater, Hamburg)
- 1998: Romeo und Julia von William Shakespeare als Tybalt (Thalia Theater, Hamburg)
- 1999: Weh dem, der lügt! von Franz Grillparzer als Atalus (Burgtheater Wien)
- 2001: Edward II. von Christopher Marlowe als Edward II. (Thalia Theater Hamburg)
- 2002: Das weite Land von Arthur Schnitzler als Dr. Mauer (Salzburger Festspiele)
- 2003: Glaube und Heimat von Karl Schönherr als Rott (Burgtheater Wien)
- 2004: King Arthur von Purcell als Grimbald (Salzburger Festspiele)
- 2006: Schlaf von Jon Fosse als Der mittelalte Mann (Burgtheater Wien)
- 2005: Mein Kampf von George Tabori als Shlomo Herzl (Thalia Theater, Hamburg)
- 2006: Sommergäste von Maxim Gorki als Suslow (Thalia Theater, Hamburg)
- 2007: Die Katze auf dem heißen Blechdach von Tennessee Williams als Gooper (Thalia Theater, Hamburg)
- 2007: Ersatzbank von Albert Ostermaier als Uwe (Thalia Theater, Hamburg)
- 2007: Maria Stuart von Friedrich Schiller als Graf Leicester (Thalia Theater, Hamburg)
- 2008: Der Weibsteufel von Karl Schönherr als Der Mann (Burgtheater Wien)
- 2009: Baumeister Solness von Henrik Ibsen als Halvard Solness (Schauspielhaus Hamburg)
- 2010: Das Interview von Theo van Gogh als Pierre Peters (Hamburger Kammerspiele)
- 2011: Die Ängstlichen und die Brutalen von Nis-Momme Stockmann als Eirik (Deutsches Theater Berlin)
- 2011: Gyges und sein Ring von Friedrich Hebbel als Kandaules (Residenztheater München)
- 2013: Die Nibelungen von Friedrich Hebbel als Hagen Tronje (Schauspielhaus Bochum)
- 2014: Faust von J.W. Goethe als Faust (Residenztheater München)
- 2014: Onkel Wanja von Anton Tschechow als Onkel Wanja (Schauspielhaus Bochum)
- 2017: Kampf des Negers und der Hunde von Bernard-Marie Koltès als Horn (Schauspielhaus Bochum/ Schauspiel Frankfurt)
- 2017: Orestie von Aischylos als Agamemnon (Schauspielhaus Bochum)
- 2019: Faust von J.W. Goethe als Faust (Burgtheater Wien)
- 2020: Der zerbrochne Krug von Heinrich von Kleist als Dorfrichter Adam (Schauspiel Hannover)
- 2022: Nibelungen-Festspiele in Worms als Wotan

### Hörbücher und Hörspiele (Auswahl)
- 1997: Dagmar Scharsich: Radieschen von unten – Regie: Corinne Frottier (NDR)
- 1998: Bruno Schulz: Wie Jakub, mein Vater, sich von uns wegverwandelte – Bearbeitung, Regie und Musikcollage: Heinz von Cramer (Familiendrama – HR)
- 1999: Ken Follett: Die Säulen der Erde (Alfred) – Regie: Leonhard Koppelmann (Hörspiel in 9 Teilen – WDR)
- 1999: Dagmar Scharsich: Salve! (Friedrich von Hitzleben) – Regie: Barbara Plensat (Kriminalhörspiel – NDR)
- 2001: Freddy: Ein wildes Hamsterleben – Regie: Burkhard Ax (WDR/NDR), Rolle: Erzähler
- 2002: Der Steppenwolf
- 2002: Prometheus
- 2004: Der Doppelgänger
- 2004: Die Großtaten eines jungen Don Juan
- 2004: Noëlle Renaude: Madame Ka. – Regie: Christiane Ohaus (Hörspielfeature – RB)
- 2005: Wendekreis des Krebses
- 2006: Buddha: Der Pfad der Vervollkommnung
- 2006: Mein Leben mit Mozart
- 2007: Woyzeck – Regie: Leonhard Koppelmann (Hörspiel, SWR)
- 2008: Worte der Weisheit
- 2008: Die Kinder der 6. Dämmerung
- 2008: Doktor Faustus, Thomas Mann – Regie: Leonhard Koppelmann (Hörspiel, HR/BR)
- 2009: Das Geisterhaus, Isabelle Allende
- 2009: Der Schlafwandler (Regie: Klaus Buhlert), Hermann Broch
- 2010: Und das Licht scheint in der Finsternis von Lew Tolstoi, Regie: Elisabeth Panknin, Bearbeitung (Wort): Gerhard Ahrens, DLF
- 2010: Die Serapions-Brüder (Regie: Klaus Buhlert), E.T.A. Hoffmann
- 2012: Ulysses (Regie: Klaus Buhlert), James Joyce
- 2013: Pete Dexter: Deadwood – Regie: Leonhard Koppelmann (Hörspiel (2Teile) – DKultur)
- 2016: Franz Kafka, Das Schloss. Hörspiel in 12 Teilen. Rolle: Beobachter vom Schloss, Regie: Klaus Buhlert (BR Hörspiel und Medienkunst)